# Force (iLLのアルバム)
『Force』（フォース）は、iLLの4枚目のアルバム。2009年8月26日発売。

## 解説
前作が完成してすぐに制作に着手された。2008年の12月ごろにはほぼ完成されており、2009年の1月に完成を見ている。
ベースにナスノミツル、ドラムに沼澤尚、キーボードに西竜太を迎えたセッション形式を踏襲した上で、聴き手を選ばないように前作よりポップでわかりやすく偏りの無い作風を志向し、ギターが中心のサウンドでバンド然としていた前作から一歩引いた、バラエティ豊かなサウンドになっている。
タイトルは4枚目のアルバムということと、作品を作り出す力から来ている。
ジャケットは宇川直宏による。ピンク・フロイドの「狂気」を意識したものに、フリーメイソンの様に力強さの象徴として目玉のシンボルがあしらわれている。
初回生産版にはミュージックビデオとライブ映像を収録したボーナスディスクが同梱されている。

## 収録曲
（全作詞・作曲：koji nakamura）
1. Tight - 4:16
2. Hello - 4:18
3. The Way We Think - 4:03
4. R.O.C.K. - 4:00
5. B-Song - 5:00
6. Kiss - 3:46
7. Radio Radio - 3:27
8. Deadly Lovely - 4:59
映画「ノーボーイズ・ノークライ」で使用されたバージョン。
9. Vicious - 4:00
10. Come With U - 4:25
11. Naki - 2:09
インストゥルメンタル。
12. Birds - 4:57
13. Piano - 4:59
  - シークレットトラック。「Birds」から19曲分無音のトラックが入っており正確には32曲目。

### DVD
1. Call my name
  - Directed by VIDEO BOYS
2. Timeless
  - Directed by VIDEO BOYS
3. Scum
  - Directed by TETSURO TAKEUCHI
4. R.O.C.K.
  - Directed by ELECROTNIK
5. Kiss
  - Directed by UKAWA NAOHIRO
  - special thanks to LAD MUSICIAN
6. Kiss （Alternative Version）
  - Tunde drowing from "TV on the Radio"
  - edited by YOUHEI SAITO （ROKAPENIS）
7. Deadly Lovely
  - Directed by E*ROCK
8. Flying Saucer （Live）
9. Bonus
  - graphic designed by VIDEO BOYS